# Frankenthalmanufakturen

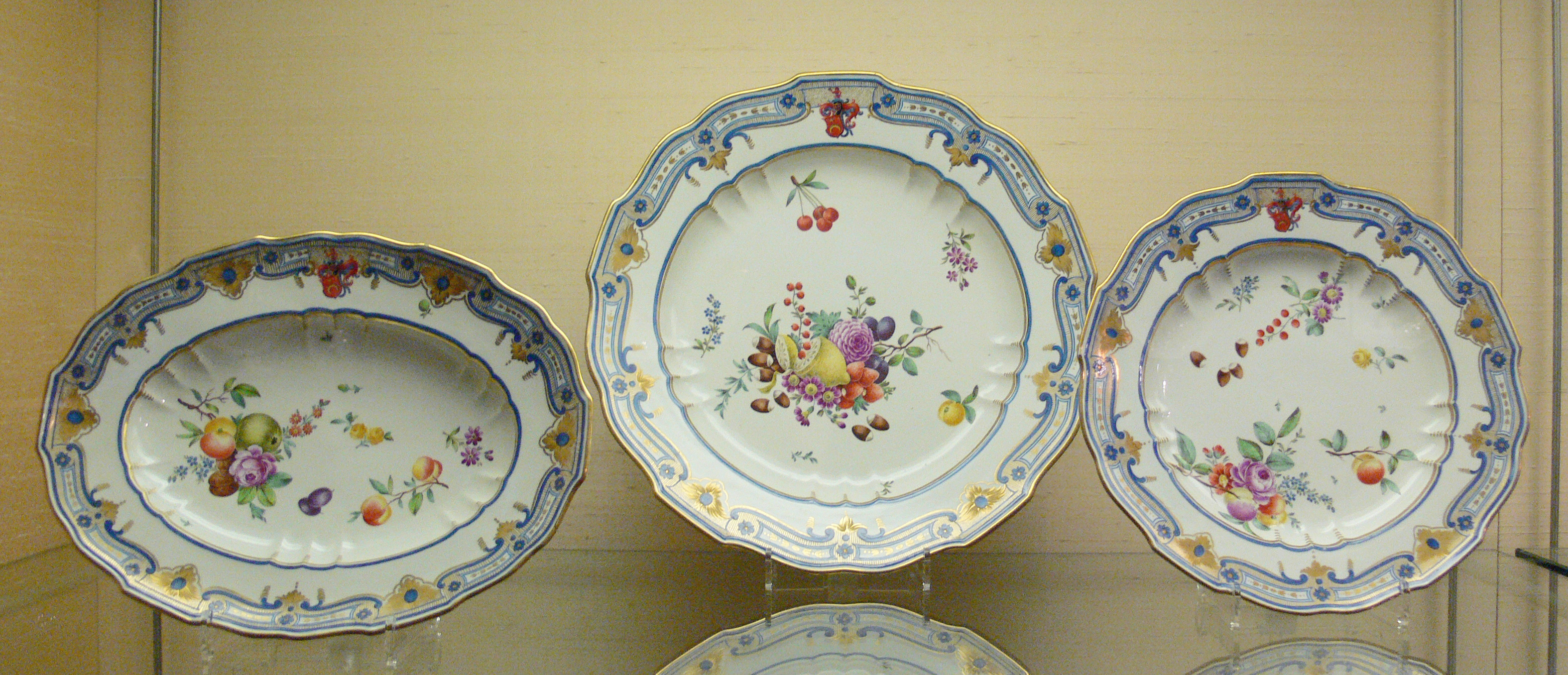
Tallrikar ur en Frankenthalservis, 1782

Frankenthalmanufakturen var en tysk porslinsfabrik i Frankenthal, verksam 1755-1800.
Fabriken grundades 1755 av Paul Hannong, som hade fått privilegium av Karl Theodor, kurfurste av Bayern. Den leddes av Hannings son Charles-François och efter dennes död den yngre brodern Joseph Adam. Perioden 1755-61, då Johann W. Lanz var modellmästare, var fabrikens guldålder. Samtidigt med honom arbetade 1758-1764 Johann Friedrich Lück vid Frankenthal. 1762 köpte kurfursten Karl Theodor fabriken, som han 1795 utarrenderade till bröderna van Recum. Den lades ner 1800.